# ديجان ميلوسافلجيف
ديجان ميلوسافلجيف (مواليد 16 مارس 1996) هو لاعب كرة يد صربي يلعب كحارس مرمى في نادي فوكس برلين.

## روابط خارجية
- ديجان ميلوسافلجيف على موقع الاتحاد الأوروبي لكرة اليد (الإنجليزية)